# Mangora fida
Mangora fida är en spindelart som först beskrevs av Cândido Firmino de Mello-Leitão 1943.  
Mangora fida ingår i släktet Mangora och familjen hjulspindlar. Inga underarter finns listade i Catalogue of Life.